# Осипов, Николай Иванович
Николай Иванович Осипов (18 марта 1952 года — 23 мая 2015 года) — танцовщик, мануальный терапевт. Заслуженный артист Башкирской АССР (1991). Народный артист Республики Башкортостан (1994).

## Биография
Родился 18 марта 1952 года в с. Н. Аделяково Куйбышевской области. В семье было шестеро детей. Николай был старшим.
После школы работал помощником комбайнера, скотником. Учился в Куйбышевском училище культуры.
В 1975 году окончил Куйбышевский институт культуры (педагог Г. Я. Власенко), служил в армии.
По окончании института в 1976—1996 годах работал в Ансамбле народного танца имени Ф. Гаскарова.
Много гастролировал в СССР и за рубежом (Болгария, Израиль, Испания, Турция, Финляндия и др.). В июне 1990 года участвовал в I Всероссийском конкурсе профессиональных исполнителей сольного народного танца, где занял второе место, так как возрастом не вписался в правила — ему уже было 38 лет.
В 1990-е годы работал в лектории Башгосфилармонии в Уфе. Ставил там эстрадные танцы. Сотрудничал с народной артисткой Башкортостана Зульфиёй Кудашевой в проекте «Музыкальный дивертисмент». Популярностью пользовалась его сольная программа «Букет танцевальных миниатюр».
Работал также в Уфимской государственной академии искусств, где преподавал уроки народного танца.
В 2001 году поступил учиться в Башкирский медицинский колледж. После 2 лет учёбы занимался практикой по китайской медицине, был приглашён на работу массажистом в центр медико-психологической реабилитации «Саторис», где в течение двенадцати лет лечил детей и взрослых. Стал известным мануальным терапевтом, помогал поправить здоровье многим коллегам артистам. Лечил людей от радикулита, остеохондроза, вывихов и нарушений осанки.
Умер 23 мая 2015 года в Уфе. Похоронен на Южном кладбище Уфы.
Николай Иванович ставил танцы на профессиональной сцене. В Башкирском академическом театре драмы имени Гафури работал с режиссером Леком Валеевым в постановке «Старым казачьим способом». По приглашению Рифката Исрафилова ставил танцы в спектакле «Голубая шаль», Гюлли Мубарякова попросила поставить чечетку Рафилю Набиуллину.
Разрабатывал он и сценические движения для спектакля «Не бросай огонь, Прометей!». В Национальном молодежном театре мени Мустая Карима в Уфе в постановке «Любовь и ненависть» было много современных танцев на музыку Рима Хасанова, Осипов усиленно занимался с артистами.
Его дочь Катя училась в хореографическом училище, работала в балетной труппе Башкирского государственного театра оперы и балета, внучка Полина занимается гимнастикой.

## Танцы
Осипов Николай Иванович ставил сложные танцы: «Тимербайҙың улдары» («Сыновья Тимербая»), «Сувенир», «Кантри», «Гаучо», европейские, башкирские, чувашские танцы и др.

## Награды и звания
- Заслуженный артист Башкирской АССР (1991).
- Народный артист РБ (1994)
- Лауреат Всероссийского конкурса исполнителей сольного народного танца в г. Куйбышеве в 1990 году.